# HSBC Bank (Türkei)
Die HSBC Bank A.Ş. ist die türkische Tochtergesellschaft der HSBC und die fünftgrößte Bank der Türkei.

## Geschichte
Die HSBC Bank A.Ş. wurde 1990 als Tochter der HSBC in der Türkei gegründet.
Die Demirbank TAS geriet Ende der 1990er Jahre während der Krise des türkischen Bankwesens in finanzielle Probleme und nach der Rettung durch öffentliche Mittel unter staatliche Aufsicht. Im Oktober 2001 erwarb HSBC die Demirbank TAS und stieg damit zur fünftgrößten privaten Bank in der Türkei auf.
Am 20. November 2003 wurde der Hauptsitz der HSBC Bank im Bezirk Levent von Istanbul Ziel einer Reihe von Bombenanschlägen. Unter den Mitarbeitern der Bank waren neben 3 Todesopfern auch 43 Verletzte zu beklagen.
Am 8. August 2002 unterzeichnete die HSBC Bank A.Ş. eine Vereinbarung über den Erwerb von Benkar Tuketici Finansmani ve Kart Hizmetleri A.Ş. (Ratenkredit- und Kartendienstleistungen). Der Erwerb wurde am 19. August 2002 umgesetzt.

## Geschäftsfelder
Die Bank verfügt über ein Netz von 160 Niederlassungen im ganzen Land und bietet als Universalbank die komplette Produktpalette für Privat- und Firmenkunden an.
HSBC ist über Tochtergesellschaften weiterhin führend im Börsenhandel und Asset-Managementgeschäft der Türkei.

## Niederlassungen
HSBC Bank A.Ş. besitzt eine Niederlassung in Bahrain und drei Niederlassungen in der Türkischen Republik Nordzypern.